# Persepolis
Persepolis (Perzisch: تخت جمشید Tægt e Djæmsjid / Takht-e Jamshid) is een door Darius I gebouwde nederzetting in het zuiden van Perzië/Iran. Oorspronkelijk heette het Parsa, Persepolis is de Griekse naam en betekent Stad van de Perzen. Anders dan deze Griekse naam doet vermoeden, was Persepolis geen stad. Bij de archeologische opgravingen in en rondom Persepolis zijn geen woonhuizen gevonden.
Persepolis was de ceremoniële hoofdstad van het Eerste Perzische (Achaemenidische) Rijk (ca.550–330 BC).

## Functie
Persepolis bevatte twaalf bouwwerken. Het belangrijkste bouwwerk was de apadana (audiëntiehal), waar de sjahs hun audiënties hielden. Tijdens een groot feest, waarvan men aanneemt dat het gaat om het Perzische nieuwjaar (Noroez), kwamen de onderdanen van de verschillende bevolkingsgroepen 'giften' (dat wil zeggen belastingen) aanbieden aan de sjah.
Het aanbieden van de giften is afgebeeld in reliëfs op de oostelijke trappen van de apadana. Gezanten van 23 verschillende volkeren, te onderscheiden aan hun kleding en hoofdtooien, kwamen hun belastingen betalen aan de Perzische sjahs. Dat er respect voor de gasten was, is bijvoorbeeld te zien aan de hoogte van de traptreden op de grote toegangstrap: de treden zijn heel laag (ongeveer 10 cm) en breed zodat de gasten in alle waardigheid in hun prachtige kleding het paleis binnen konden komen.

## Dagelijks leven
Het beleid van de Perzische sjahs had grote gevolgen voor de bouw van Persepolis. De Persepolis Fortification Tablets, een collectie van enkele duizenden kleitabletten, illustreren de gang van zaken in de stad en de omgeving. We lezen over teams van slaven die voor corvees het land op worden gestuurd, over reizigers op de koninklijke wegen, en vele andere details. Opvallend is dat vanaf de regering van Xerxes de Grote alle ambachtslieden voor hun werk werden betaald - met andere woorden, dat de economie monetair werd. In geval van een ongeluk van de ambachtslieden werd voor hun nabestaanden zorg gedragen; dit zorgde er mogelijk voor dat vanuit het hele rijk de beste ambachtslieden naar Persepolis kwamen om mee te helpen bouwen aan het paleis. De hoge kwaliteit van het werk valt op te maken aan de details van het beeldhouwwerk.

## Ondergang

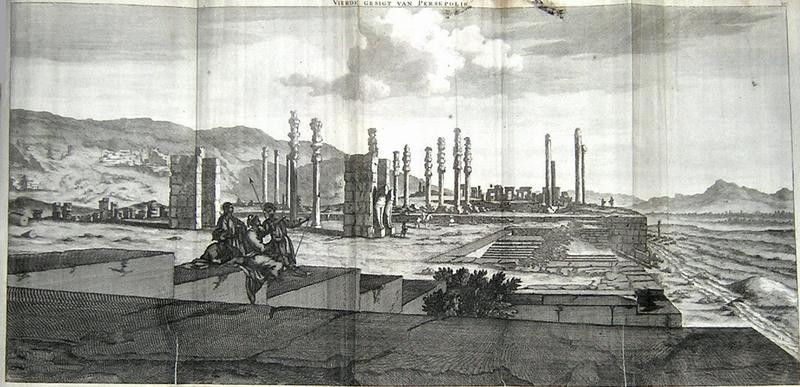
Tekening van Cornelis de Bruijn die Persepolis in 1704 bezocht

De apadana en het schathuis, de twee gebouwen die bij uitstek het symbool waren van het hierboven genoemde afdrachtenfeest, alsook het paleis van Xerxes werden gebrandschat door Alexander de Grote; volgens de overlevering had hij honderden lastdieren nodig om de schatten af te voeren. Archeologisch onderzoek heeft fragmenten van gordijnen gevonden. Koolstofdatering toonde aan dat de gordijnen inderdaad uit de vierde eeuw voor Christus stammen. Deze resten zijn te zien in het museum dat in het herbouwde verblijf van de koninginnen is gemaakt. De overige gebouwen lijken de vuurstorm te hebben doorstaan: het paleis van Darius bijvoorbeeld en de Poort van alle Naties, al zijn beide nu ook ruïnes.
Enkele oudheden uit Persepolis zijn te vinden in het Louvre in Parijs, het British Museum in Londen en de Koninklijke Musea voor Kunst en Geschiedenis in Brussel.

## Fotogalerij

fotogalerij
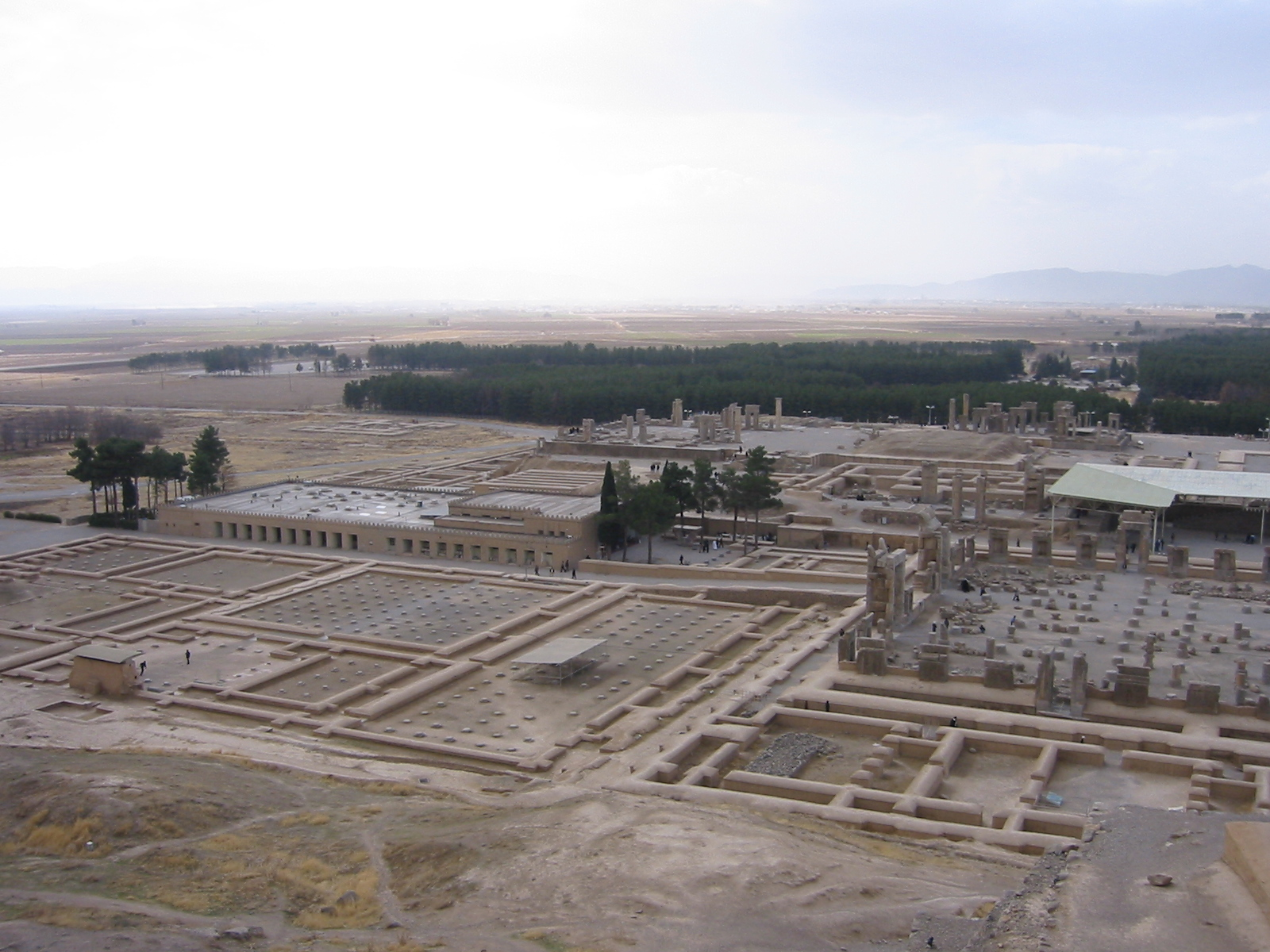
Overzicht over Persepolis
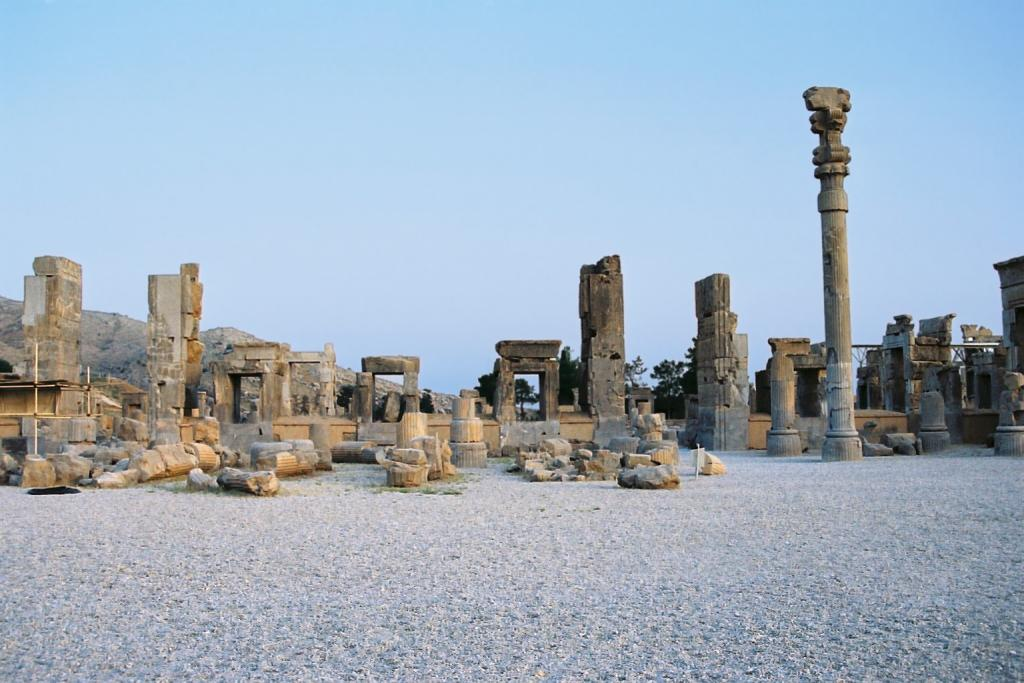
Ruïnes van de Zaal van Honderd Zuilen
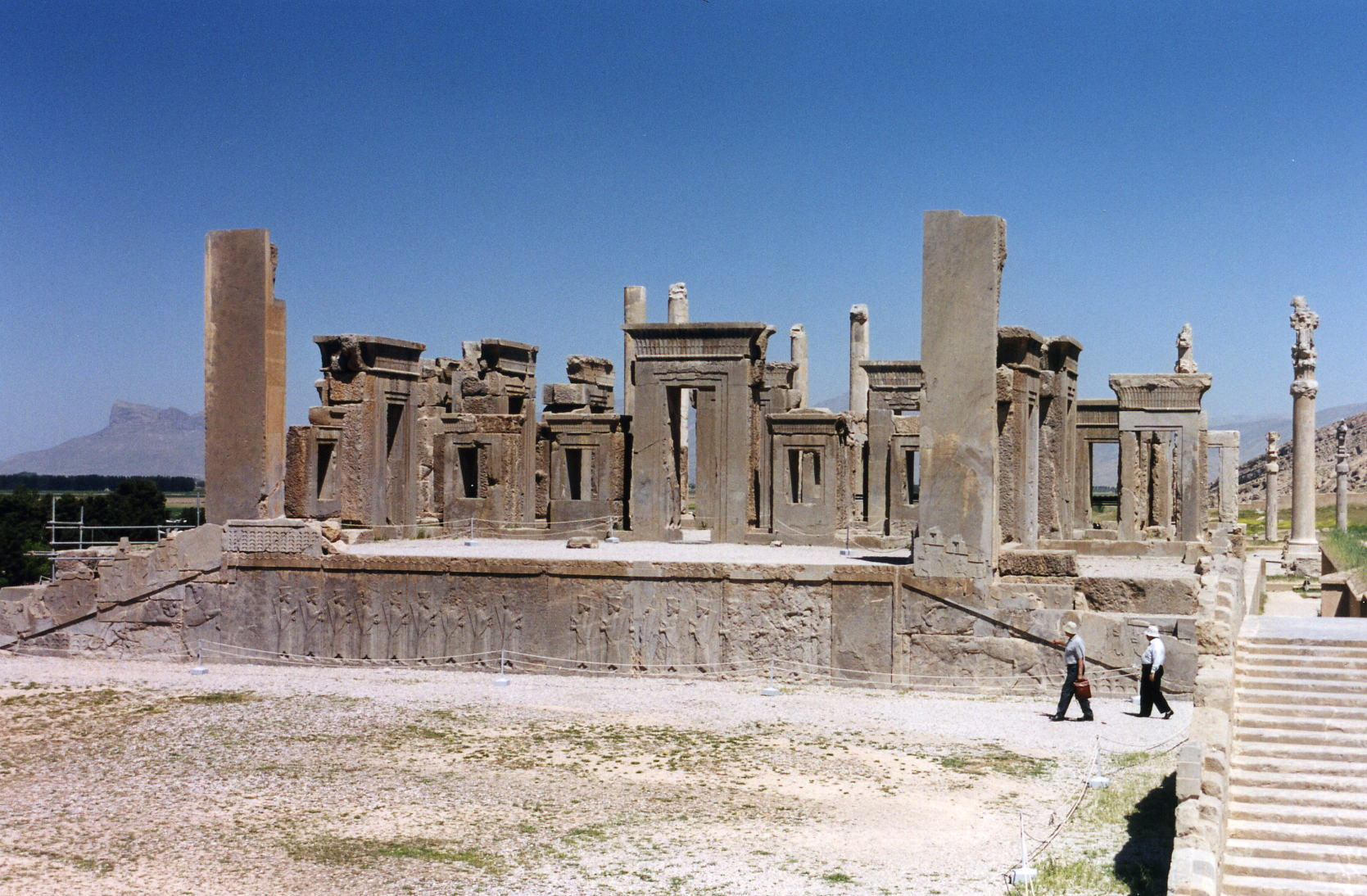
Paleis van Darius I
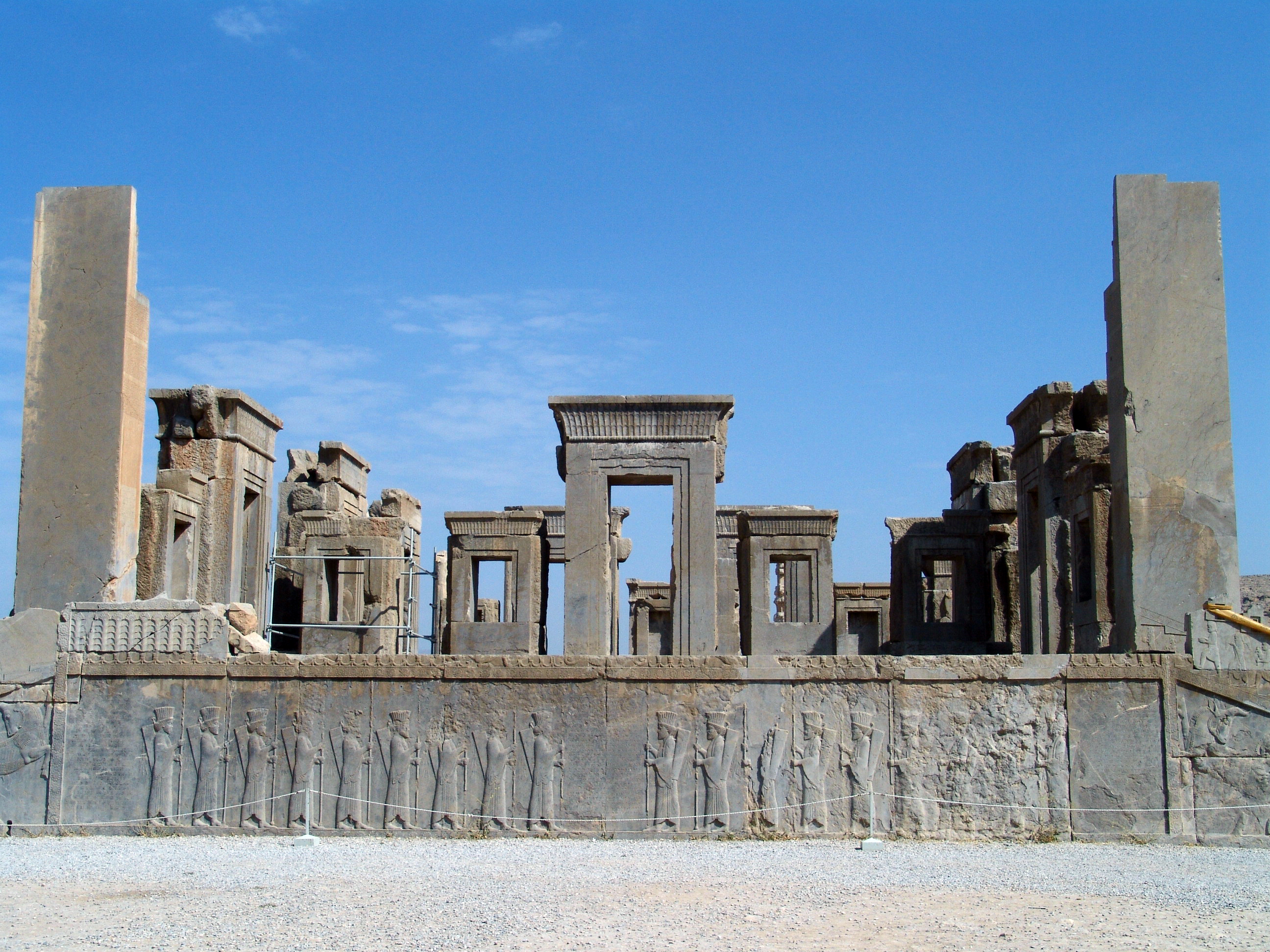
Tachara
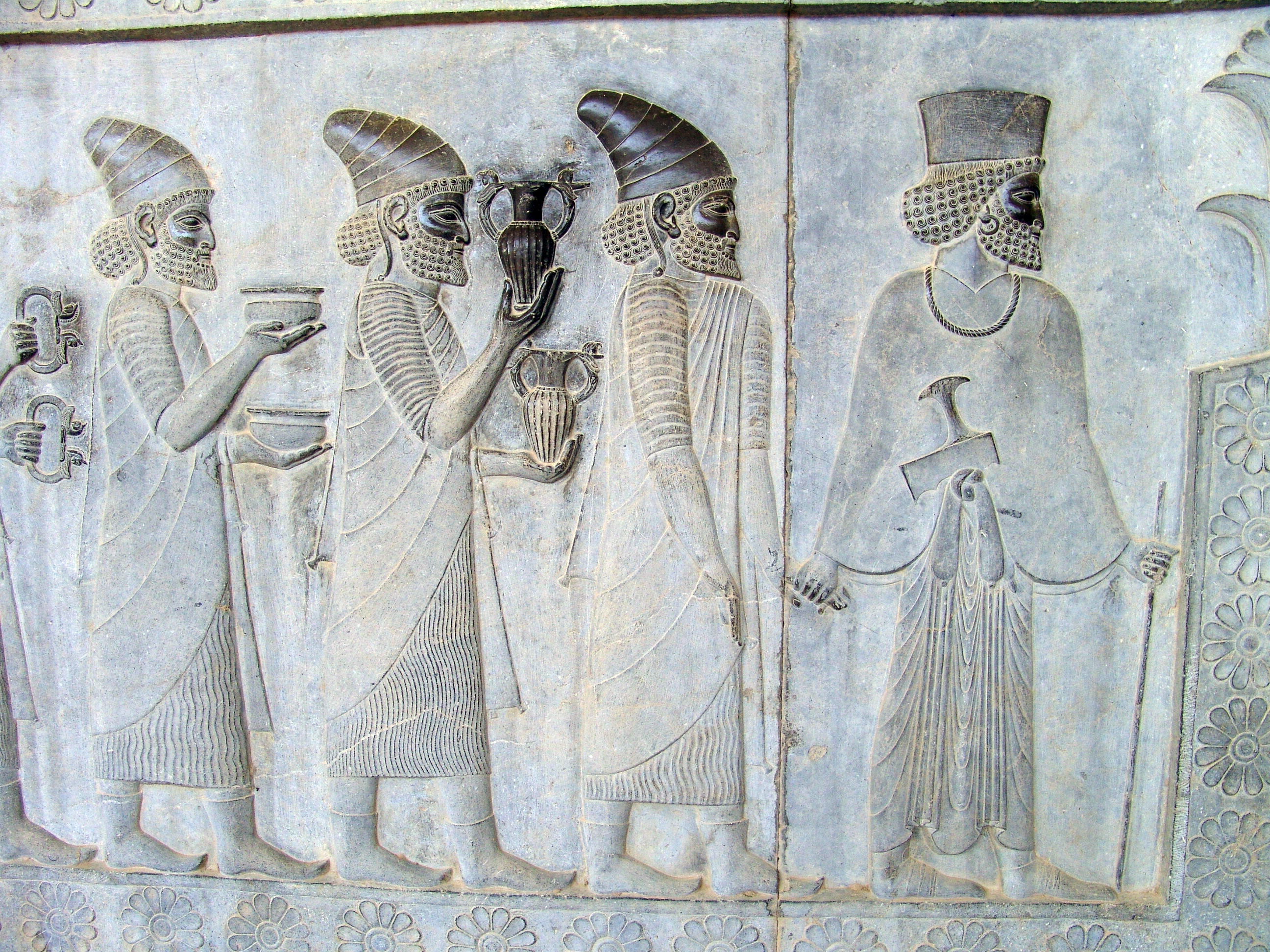
Apadana
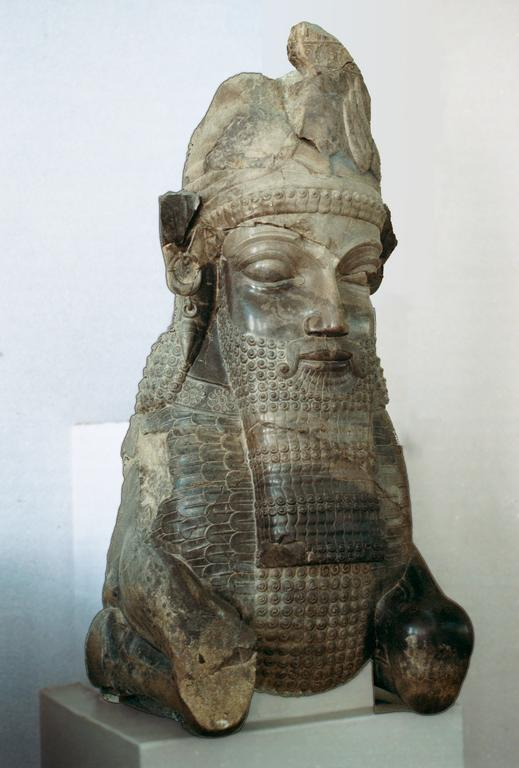
Kapiteel met uitgebeeld een stier met een mensenhoofd
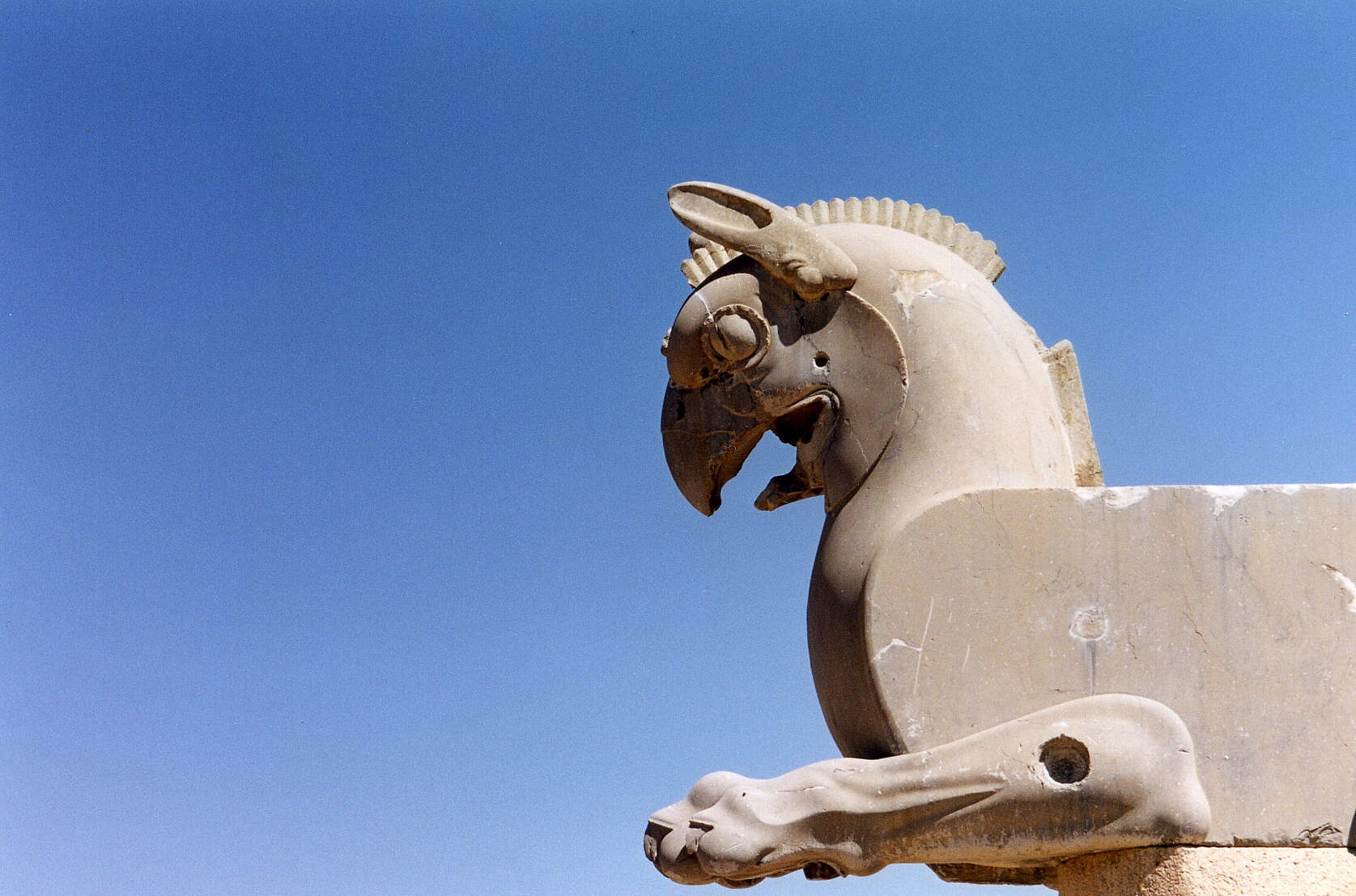
Griffioen
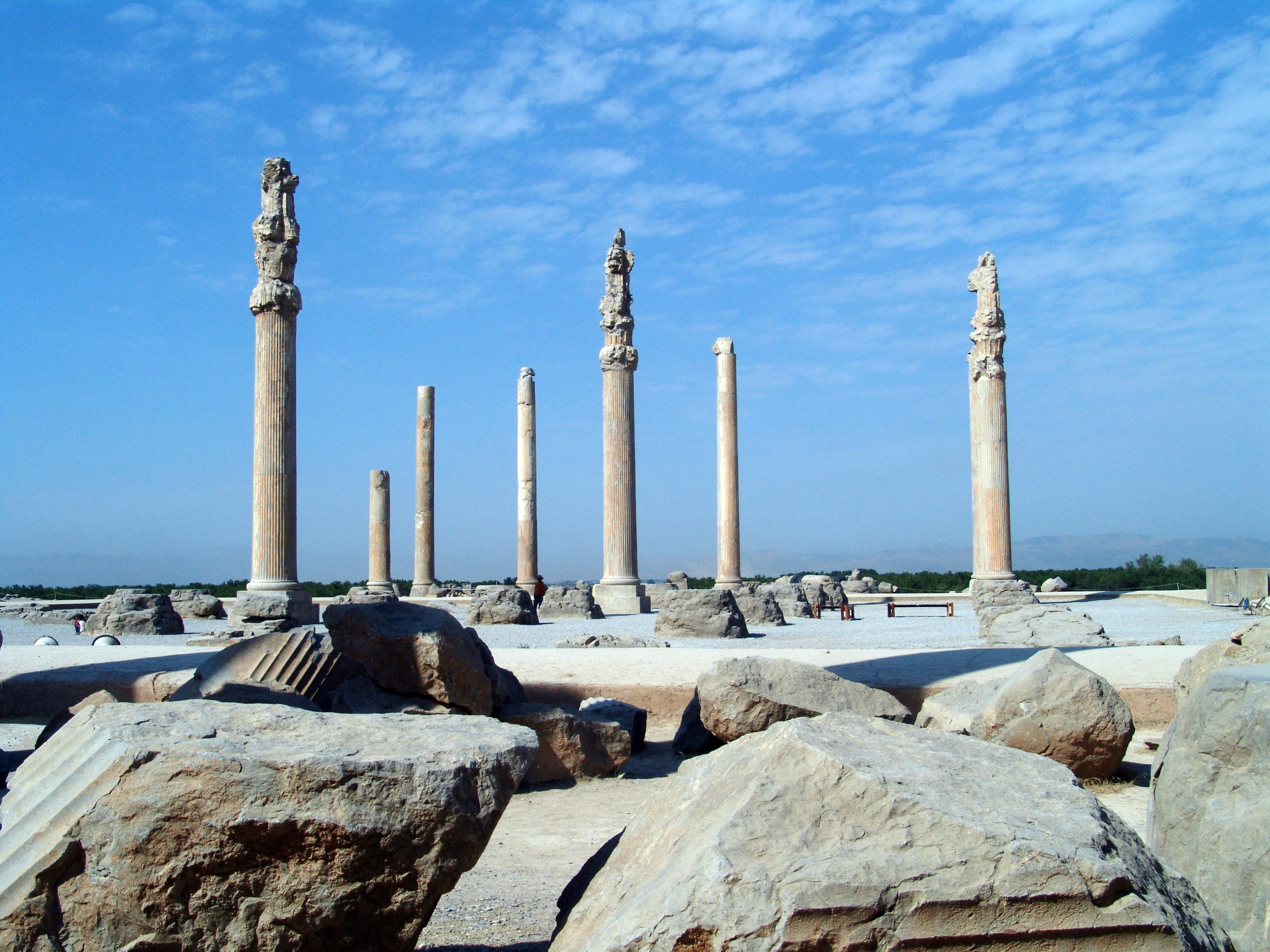
Apadana